# يحيى ميشوت
يحيى ميشوت (يحيى ميشو) مفكر إسلامي بلجيكي، مستعرب متخصص في الفلسفة الإسلامية.

## سيرته
ولد يحيى ميشوت يوم الخميس 11 شوال 1371هـ الموافق 3 يوليو (تموز) 1952م بمدينة ثوين (بالفرنسية: Thuin)‏ ببلجيكا لأسرة كاثوليكية متدينة، لكنه اعتنق الإسلام في شبابه. وهو محاضر بمركز أكسفورد للدراسات الإسلامية وأستاذ الدراسات الإسلامية والعلاقات الإسلامية المسيحية بنفس الجامعة كما درس في نفس الجامعة مدخل إلى العقيدة الإسلامية واللغة العربية.

## نتاجه العلمي
له العديد من المؤلفات في الفكر الإسلامي وتاريخ الحضارة الإسلامية، وله خبرة طويلة في التدريس، كما أنه ناشط بارز في حوار الأديان وتقديم محاضرات أكاديمية في مقارنة الأديان.
ومن مؤلَّفاته:
- "ابن تيمية ضد التطرف"، صدر باللغة الإنكليزية عن دار البراق، لبنان 2012،[7] وصدرت ترجمته عن مركز دلائل، الرياض 2017.[8]

## قيل عنه
- قال الباحث الجزائري محمد بوعبدالله[ا] متحدثًا عن معالم المنهج التيمي: «كتابات بعض المتخصِّصين الغربيِّين في ابن تيمية وأبرزهم البحاثة الكبير يحيى ميشو، كفيلةٌ بأن تدلَّ الباحثين على استقراء هذه المعالم وإبرازها بمنهجية علميَّة بعيدة عن الكتابات الوصفية».[9]

## وفاته
توفي البروفيسور ميشو يوم الثلاثاء 3 شوال 1446هـ الموافق 1 أبريل (نيسان) 2025م في الولايات المتحدة الأمريكية، وشُيِّعَ يوم الجمعة 6 شوال / 4 أبريل في جمعية هارتفورد الإسلامية الكبرى (مسجد برلين) بعد صلاة الجمعة، ودُفِنَ في تشيشاير في حدائق السلام.

## الملاحظات
1. ↑  باحث في الدراسات الإسلامية وأستاذ محاضر في الدراسات العربية في جامعة وستمنستر بلندن.